# Caricelea
Genre
Caricelea est un genre d'araignées aranéomorphes de la famille des Trechaleidae.

## Distribution
Les espèces de ce genre sont endémiques du Pérou.

## Liste des espèces
Selon World Spider Catalog (version 17.0, 23/04/2016) :
- Caricelea apurimac Silva & Lise, 2009
- Caricelea camisea Silva & Lise, 2009
- Caricelea wayrapata Silva & Lise, 2007

## Étymologie
Ce genre est nommé en l'honneur de James E. Carico.

## Publication originale
- Silva & Lise, 2007 : On a new genus of Trechaleidae (Araneae, Lycosoidea) from Peru. Revista Ibérica de Aracnología, vol. 14, p. 25-29 (texte intégral).